# Nollettan
NollEttan var en privat regional TV-kanal som började sända över Östergötland 1995 och 2005 över Skåne. Kanalen ägdes av Lokal-TV Nätverket i Sverige. Namnet syftade på telefonriktnumren i Östergötland, som börjar på 01. Under våren 2006 övergick kanalen i Kanal Lokal.